# Roncus davor
Espèce
Roncus davor est une espèce de pseudoscorpions de la famille des Neobisiidae.

## Distribution
Cette espèce est endémique du Monténégro. Elle se rencontre vers Žabljak.

## Description
Les mâles mesurent de 2,30 à 2,75 mm.

## Publication originale
- Ćurčić, Dimitrijević & Makarov, 1997 : New species of Chthoniidae and Neobisiidae (Arachnida, Pseudoscorpiones) from Montenegro, Yugoslavia. Journal of Arachnology, vol. 25, no 2, p. 213-227 (texte intégral).